# Eurytides bellerophon
Eurytides bellerophon är en fjärilsart som först beskrevs av Johan Wilhelm Dalman 1823.  Eurytides bellerophon ingår i släktet Eurytides och familjen riddarfjärilar. Inga underarter finns listade i Catalogue of Life.

## Bildgalleri

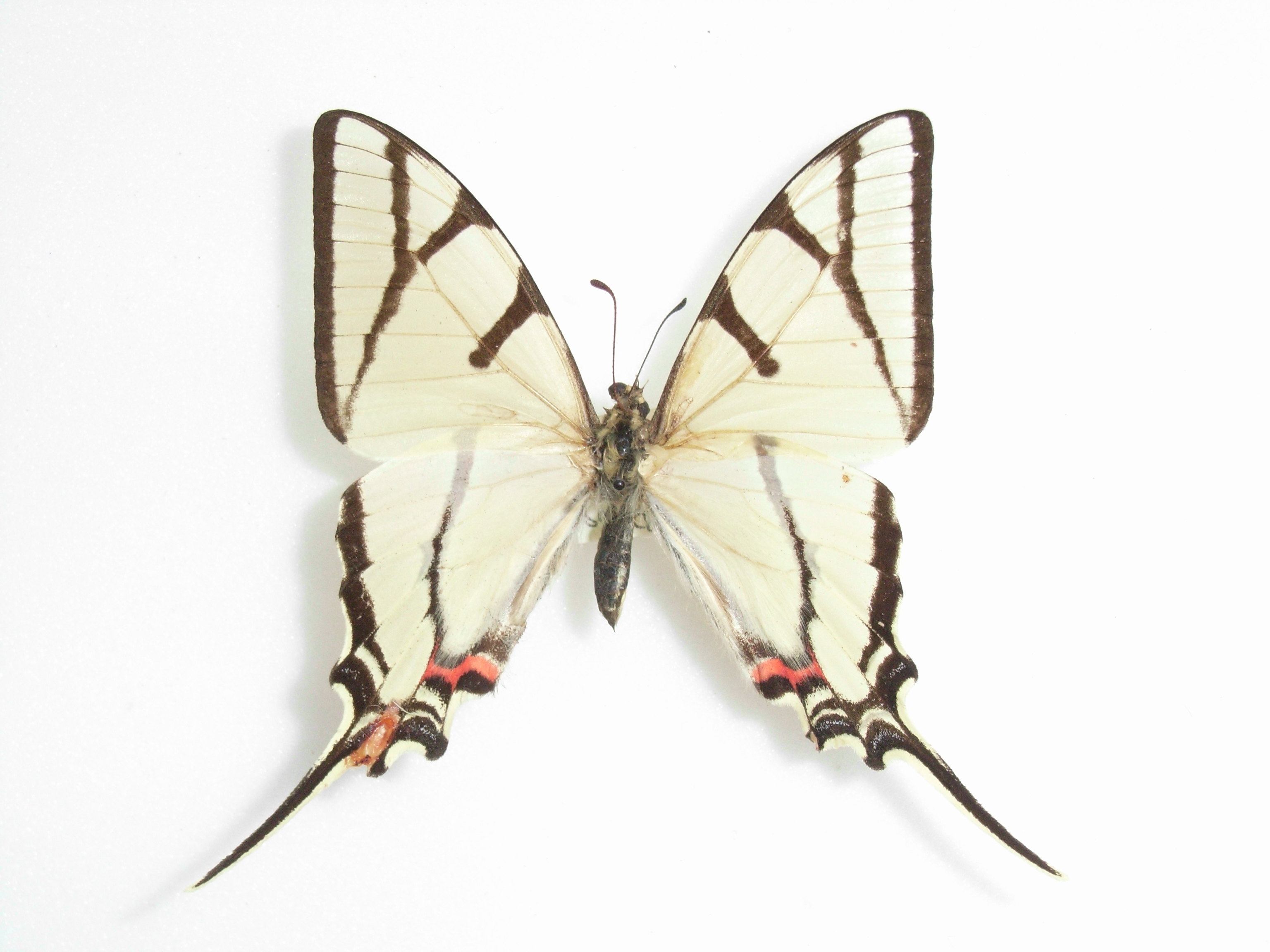
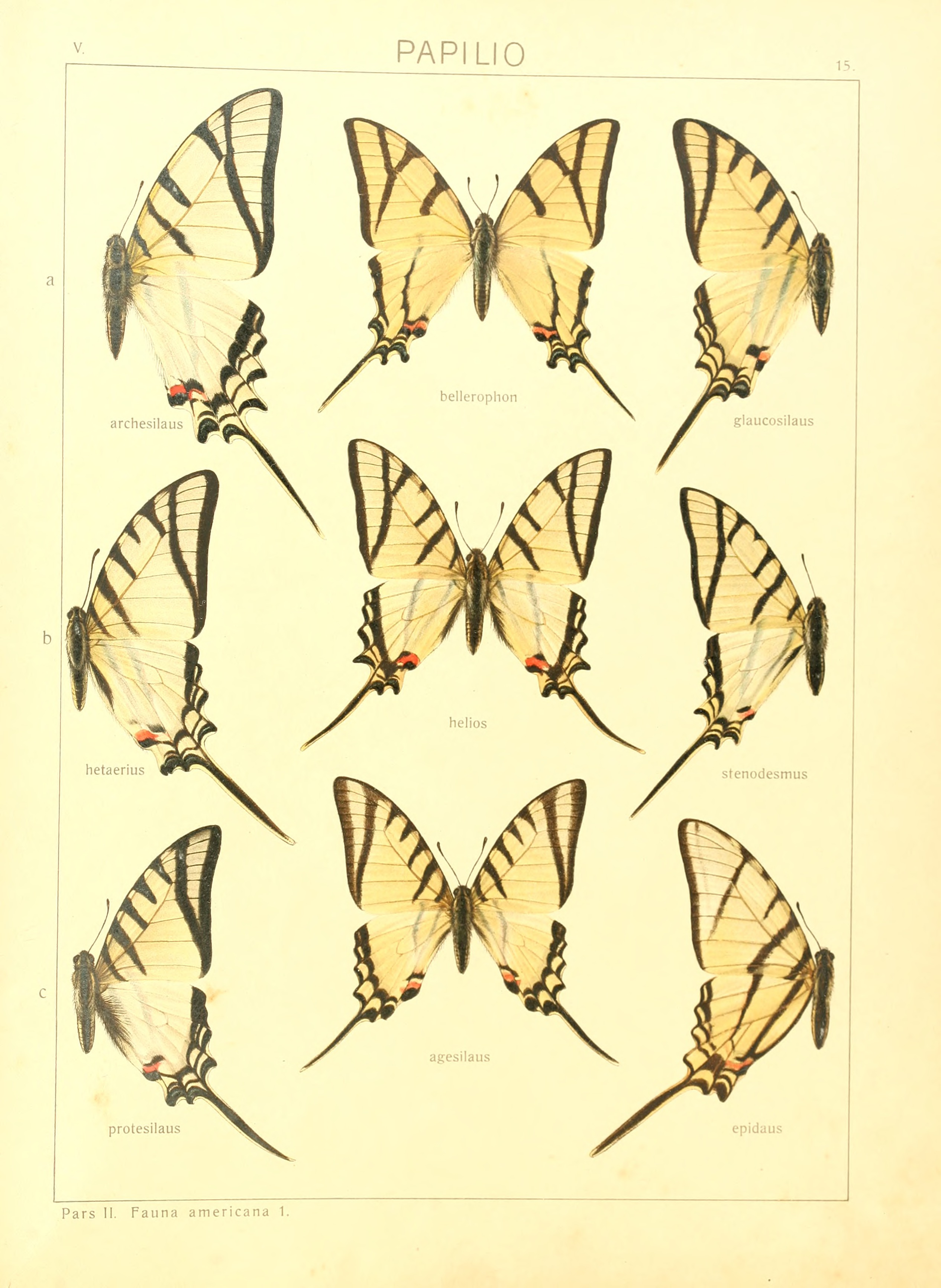
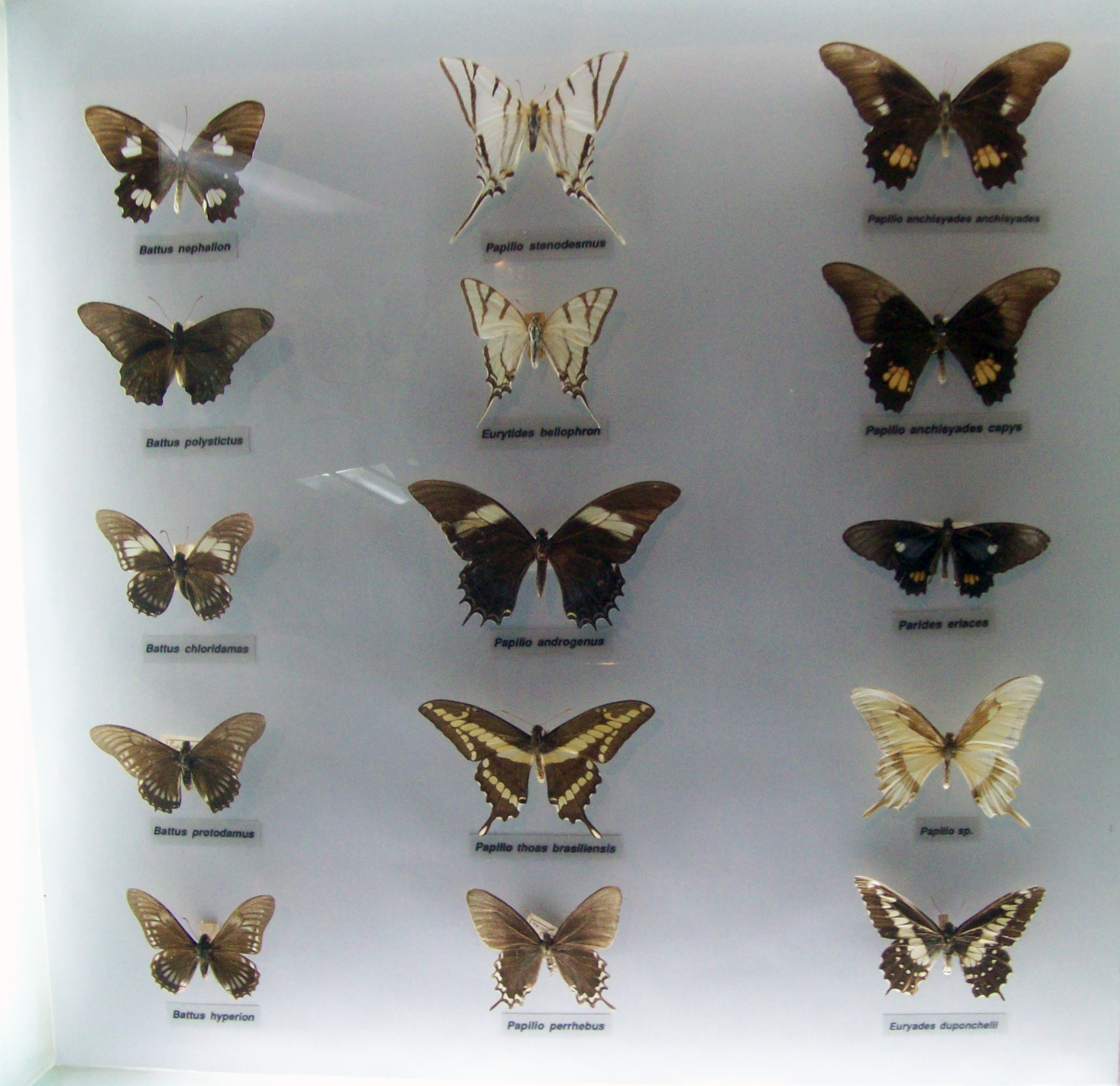